# Stanford Dingley
Stanford Dingley är en civil parish i Storbritannien.   Den ligger i kommunen West Berkshire i riksdelen England, i den södra delen av landet, 70 km väster om huvudstaden London. Antalet invånare är 179. Arean är 4,8 kvadratkilometer. Stanford Dingley gränsar till Frilsham.
Terrängen i Stanford Dingley är platt.